# Уланівська сільська рада (Глухівський район)
Ула́нівська сільська́ ра́да — колишній орган місцевого самоврядування у Глухівському районі Сумської області. Адміністративний центр — село Уланове.

## Загальні відомості
- Населення ради: 967 осіб (станом на 2001 рік)

## Населені пункти
Сільській раді підпорядковані населені пункти:
- с. Уланове
- с. Біла Береза
- с. Бобилівка
- с. Комарівка
- с. Сидорівка
- с. Червона Зоря

### Колишні населені пункти
- с. Підлань, зникло на початку 1980-х років

## Склад ради
Рада складається з 14 депутатів та голови.
- Голова ради: Конюхов Геннадій Олександрович
- Секретар ради: Сидоренко Ларсиса Григорівна

### Керівний склад попередніх скликань
| Прізвище, ім'я, по батькові    | Основні відомості                                                                                  | Дата обрання | Дата звільнення |
| ------------------------------ | -------------------------------------------------------------------------------------------------- | ------------ | --------------- |
| Конюхов Геннадій Олександрович | Сільський голова, 1973 року народження, освіта вища, член Всеукраїнського об'єднання «Батьківщина» | 26.03.2006   | 31.10.2010      |
| Конюхов Геннадій Олександрович | Сільський голова, 1973 року народження, освіта вища, член Партії регіонів                          | 31.10.2010   |                 |

Примітка: таблиця складена за даними сайту Верховної Ради України